# Florianópolis
Florianópolis es un municipio y capital del estado de Santa Catarina, en la región Sur de Brasil, nombrada así en homenaje al expresidente Floriano Peixoto, en reemplazo de su anterior denominación «Nossa Senhora do Desterro» (Nuestra Señora del Destierro). La ciudad es conocida ya que sus habitantes tienen una alta calidad de vida, siendo la capital brasileña con mayor puntuación en el  Índice de Desarrollo Humano (IDH), calculado por PNUD, de las Naciones Unidas. La economía está basada en Tecnología de Información, turismo y servicios.  
Florianópolis cuenta con 100 playas y un centro de actividades náuticas. El diario estadounidense The New York Times afirmó en 2009 que "Florianópolis era el destino del año", mientras que Newsweek consideró que el municipio era "una de las 10 ciudades más dinámicas del mundo" en 2006.
Es una de las capitales más seguras en Brasil.

## Historia de sus nombres
Inicialmente los españoles la llamaron Santa Catalina al igual que la isla en donde está su núcleo histórico, luego recibió la denominación en español y en portugués de Santa Catharina o Santa Catarina y oficialmente el nombre de Nuestra Señora del Destierro, durante el siglo XIX e inicios de siglo XX los brasileños la llamaron Desterro. Desde fines de siglo XX es frecuente que se la llame coloquialmente Floripa y se le apode "Isla de la Magia" esto último -se dice- debido a que allí se habrían refugiado varios alquimistas durante el período colonial tanto español como portugués.

## Ubicación geográfica y características

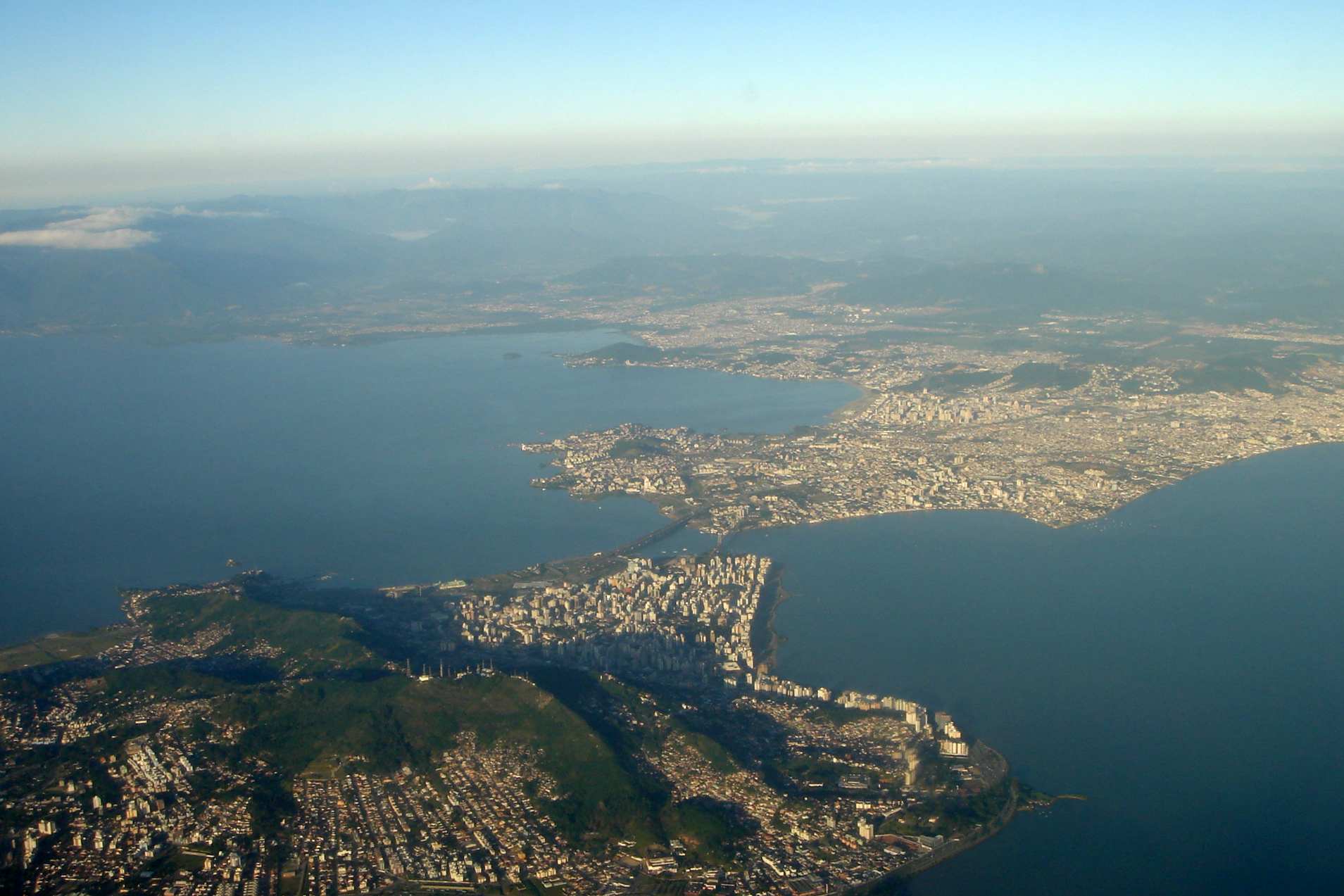
Vista aérea de la región central de la ciudad de Florianópolis, y el puente que conecta el continente (derecha) y la isla (izquierda).

La ciudad de Florianópolis se encuentra al este del estado de Santa Catarina y es bañada por el Océano Atlántico. Gran parte de Florianópolis (97,23%) está situada en la isla de Santa Catarina, donde se encuentran 42 playas, muchas en estado virgen y poco conocidas por los turistas. Existen además dos grandes lagunas: Lagoa da Conceição (Laguna de agua salada) y Lagoa do Peri (Laguna de agua dulce).

Florianópolis es la segunda capital brasileña, después de Brasilia, con el mejor Índice de Desarrollo Humano (IDH) (0,897), según la ONU.
La región metropolitana de Florianópolis, constituida principalmente por los municipios de São José, Palhoça, Santo Amaro da Imperatriz y Biguaçu, contaba en el 2016 con cerca de 1,1 millón de habitantes.
El turismo es una de las principales actividades de la ciudad, que es visitada todos los años por millones de turistas de Brasil y países cercanos, sobre todo Argentina, Uruguay, Paraguay y Chile.

## Clima
Florianópolis presenta las características climáticas inherentes al litoral sur-brasileño. Las estaciones del año son bien características, verano e invierno bien definidos, siendo el otoño y primavera de características semejantes.
La media de las máximas del mes más caliente varía de 26 °C a 31 °C y la media de las mínimas del mes más frío, de 7,5 °C a 12 °C. Es la cuarta capital más fría del país, después de Curitiba, Porto Alegre y São Paulo.
La temperatura media anual está alrededor de 21 °C. La precipitación es significativa y bien distribuida durante todo el año. La precipitación normal anual para el período de 1911-1984 fue de 1521 mm. No existe una estación seca, siendo el verano generalmente la estación que presenta el mayor índice pluviométrico (Hermann et al, 1986). Elevadas precipitaciones suceden de enero a marzo, con media de 160 mm mensuales, mientras que de abril a diciembre hay poca variación, con una media alrededor de 100 mm mensuales. Los valores más bajos suceden de junio a agosto.
La menor temperatura registrada en Florianópolis fue de 0.6 °C el 13 de junio de 2016
| Parámetros climáticos promedio de  | Parámetros climáticos promedio de | Parámetros climáticos promedio de | Parámetros climáticos promedio de | Parámetros climáticos promedio de | Parámetros climáticos promedio de | Parámetros climáticos promedio de | Parámetros climáticos promedio de | Parámetros climáticos promedio de | Parámetros climáticos promedio de | Parámetros climáticos promedio de | Parámetros climáticos promedio de | Parámetros climáticos promedio de | Parámetros climáticos promedio de |
| Mes                                | Ene.                              | Feb.                              | Mar.                              | Abr.                              | May.                              | Jun.                              | Jul.                              | Ago.                              | Sep.                              | Oct.                              | Nov.                              | Dic.                              | Anual                             |
| ---------------------------------- | --------------------------------- | --------------------------------- | --------------------------------- | --------------------------------- | --------------------------------- | --------------------------------- | --------------------------------- | --------------------------------- | --------------------------------- | --------------------------------- | --------------------------------- | --------------------------------- | --------------------------------- |
| Temp. máx. abs. (°C)               | 38.2                              | 38.8                              | 33.1                              | 31.7                              | 30.6                              | 30.0                              | 31.8                              | 31.1                              | 28.8                              | 29.9                              | 33.0                              | 35.6                              | 38.8                              |
| Temp. máx. media (°C)              | 28.0                              | 28.4                              | 27.5                              | 25.4                              | 23.0                              | 20.9                              | 20.4                              | 20.7                              | 21.2                              | 22.9                              | 24.8                              | 26.6                              | 24.2                              |
| Temp. media (°C)                   | 24.2                              | 24.6                              | 23.6                              | 21.1                              | 18.9                              | 16.7                              | 16.5                              | 16.9                              | 17.9                              | 19.6                              | 21.3                              | 23.0                              | 20.4                              |
| Temp. mín. media (°C)              | 21.4                              | 21.8                              | 20.7                              | 18.3                              | 15.6                              | 13.4                              | 13.3                              | 14.0                              | 15.1                              | 16.9                              | 18.6                              | 20.3                              | 17.5                              |
| Temp. mín. abs. (°C)               | 14.6                              | 15.4                              | 10.2                              | 7.7                               | 5.3                               | 2.2                               | 1.5                               | 4.0                               | 0.7                               | 9.1                               | 9.4                               | 12.5                              | 0.7                               |
| Precipitación total (mm)           | 162.7                             | 196.9                             | 173.0                             | 92.8                              | 96.9                              | 89.5                              | 99.5                              | 95.3                              | 134.2                             | 109.8                             | 130.2                             | 137.0                             | 1517.8                            |
| Días de precipitaciones (≥ 1.0 mm) | 12                                | 13                                | 12                                | 8                                 | 7                                 | 8                                 | 8                                 | 8                                 | 11                                | 11                                | 11                                | 11                                | 120                               |
| Horas de sol                       | 201.1                             | 185.1                             | 194.1                             | 195.1                             | 185.0                             | 163.2                             | 169.5                             | 152.6                             | 129.4                             | 159.1                             | 173.9                             | 188.7                             | 2096.8                            |
| Humedad relativa (%)               | 81                                | 82                                | 82                                | 82                                | 83                                | 83                                | 84                                | 83                                | 83                                | 81                                | 80                                | 80                                | 82                                |
| Fuente: INMET                      |                                   |                                   |                                   |                                   |                                   |                                   |                                   |                                   |                                   |                                   |                                   |                                   |                                   |

## Playas

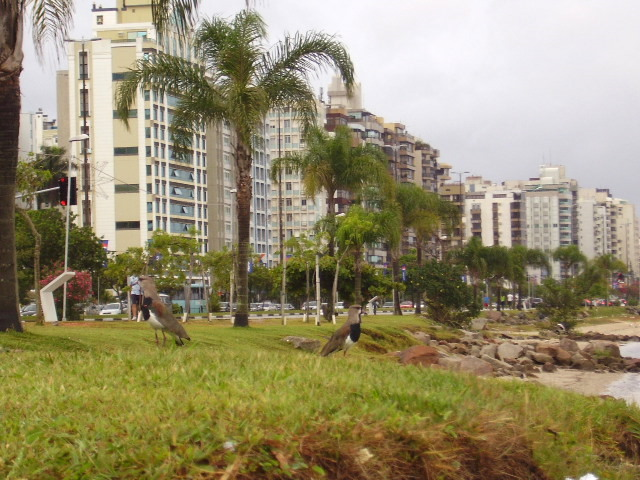
Costanera del microcentro.

Se consideraba que Florianópolis tenía 42 playas, siendo este durante décadas uno de los eslóganes del municipio. Por encargo del IPUF (Instituto de Planeamiento Urbano de Florianópolis), se realizó, por primera vez, un análisis completo sobre las playas de la capital catarinense. Fueron mapeadas más de 100 playas. Como el objetivo del trabajo era toponímico, para cumplir la ley municipal que determina la señalización de todas las playas, quedaron fuera más de una decena que, de tan desconocidas, no poseían denominación.
La isla de Santa Catalina posee una forma alargada y estrecha, con un promedio de 54 km de largo y 18 km de ancho. Con litoral bastante recortado, posee varias puntas, islas, bahías y lagunas. La isla está situada paralelamente al continente, separadas por un estrecho canal.
Su relieve es formado por crestas montañosas y discontinuas, sirviendo como divisor de aguas de la isla. Las altitudes varían entre 400 y 532 metros. El punto más alto da la isla es el "Morro do Ribeirão", con 532 metros de altura.
Paralelamente a las montañas surgen amplias planicies, en dirección al este y en la porción noroeste de la isla. En la parte este de la isla, hay dunas formadas por la acción del viento.

## División administrativa

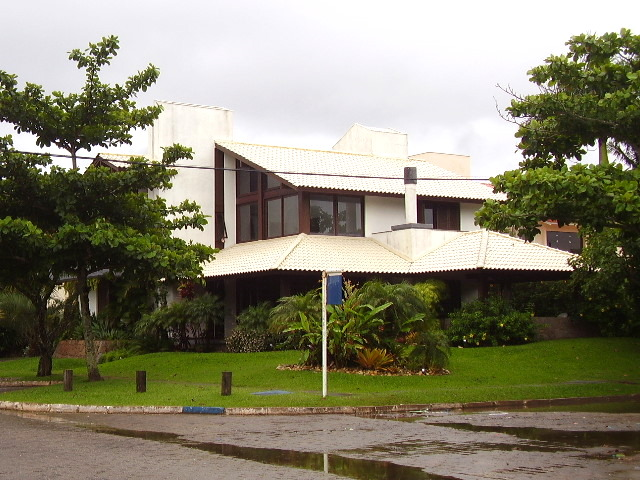
Residencia en Jurerê Internacional.

La ciudad es dividida en 12 distritos: Sede, Barra da Lagoa, Cachoeira do Bom Jesus, Campeche, Canasvieiras, Ingleses do Rio Vermelho, Lagoa da Conceição, Pântano do Sul, Ratones, Ribeirão da Ilha, Santo Antônio de Lisboa y São João do Rio Vermelho.

## Aeropuerto
El aeropuerto de la ciudad es el Aeropuerto Internacional Hercílio Luz.

## Turismo

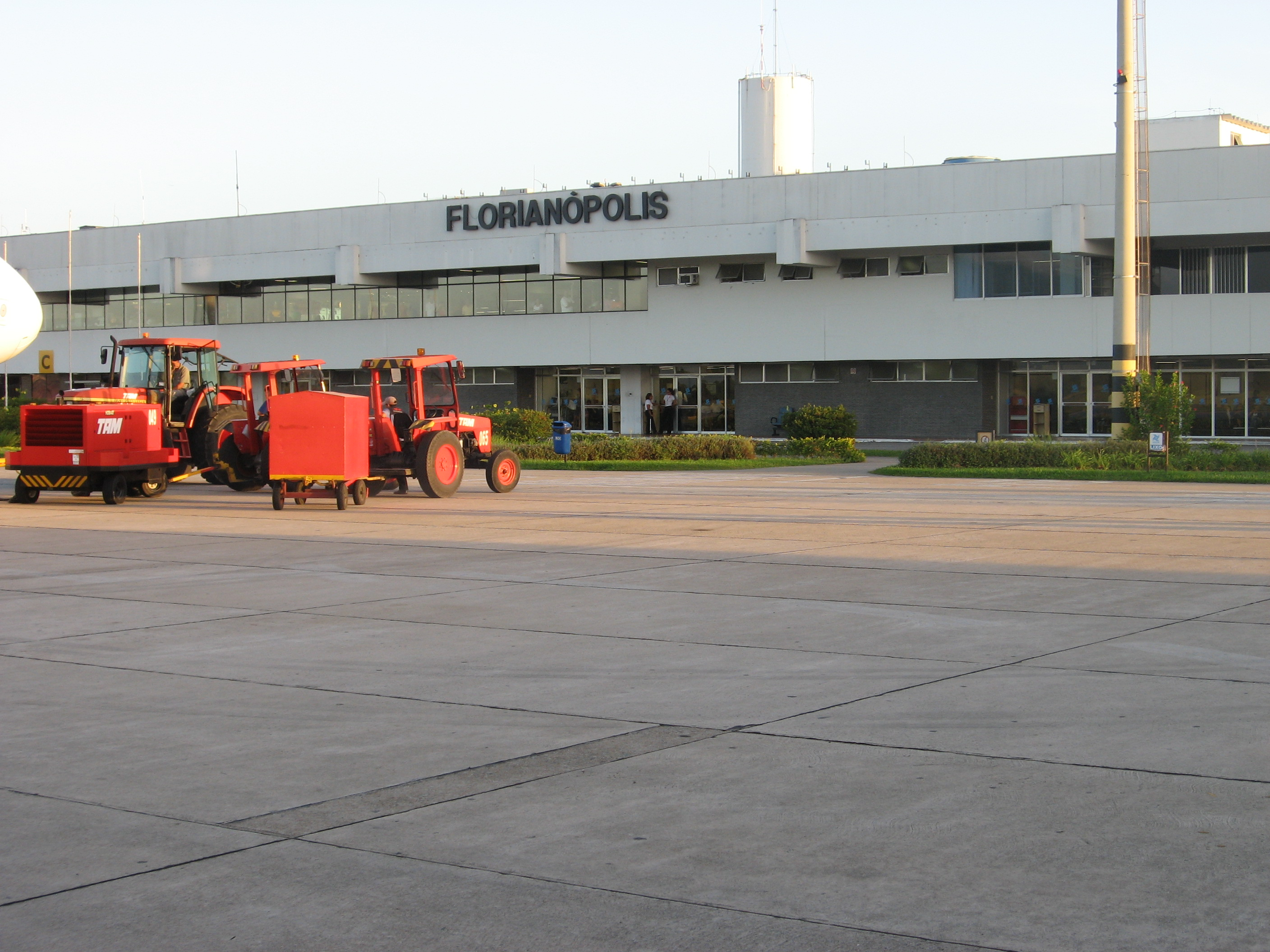
Aeropuerto Internacional Hercílio Luz.

La isla presenta varias playas de interés turístico y amplia oferta de alojamiento. Algunas de las más visitadas son Jurerê Internacional, Canasvieiras e Ingleses al norte de la isla.

## Mapa
Centro de la isla y parte continental de la ciudad
- Centro, Oficinas públicas, comercio
- Trindade, Sede del campus central de la Universidade Federal de Santa Catarina, la universidad pública del estado.
- Pantanal, Córrego Grande, Carvoeira, barrios aledaños al campus universitario, oferta de alquileres de recámaras o departamentos para estudiantes de la Universidad Federal.

Este de la isla
- Barra da Lagoa, ubicada en la desembocadura de la laguna costera en el mar
- Playa Mozambique, ubicada a continuación de playa da barra da lagoa, práctica de surf, bosque y dunas para ingresar
- Lagoa da Conceição, agua calma, paseos en barco por la laguna costera, activa vida nocturna
- Playa Mole, jóvenes, práctica de surf
- Playa Galheta, bello paisaje, reserva natural, playa nudista/naturista
- Playa Joaquina, jóvenes, circuito internacional de surf, práctica de sandboard

Norte de la isla
- Cachoeira do Bom Jesus, agua tibia
- Canasvieiras, agua tibia, paseos en barco
- Ingleses do Rio Vermelho, olas fuertes
- Ratones, villa sin playa
- São João do Rio Vermelho, villa
- Ponta das Canas, agua tibia, pesca
- Jurerê tradicional, agua tibia
- Jurerê internacional, agua tibia, mansiones, famosos

Oeste de la isla
- Santo Antônio de Lisboa, gastronomía, frutos del mar

Sur de la isla
- Campeche, agua fría, olas fuertes
- Pantano do Sul, villa de pescadores
- Ribeirão da Ilha, próximo al aeropuerto internacional

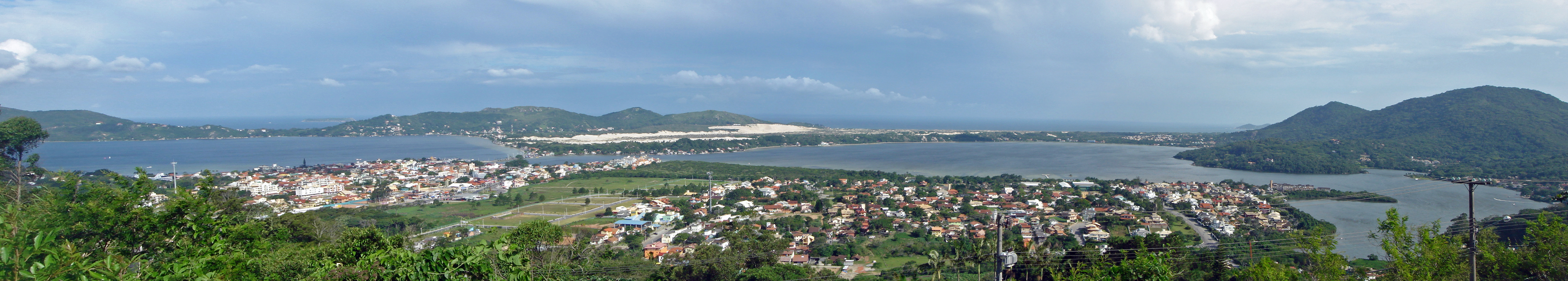
Vista panorámica de la Lagoa da Conceição.

## Imágenes

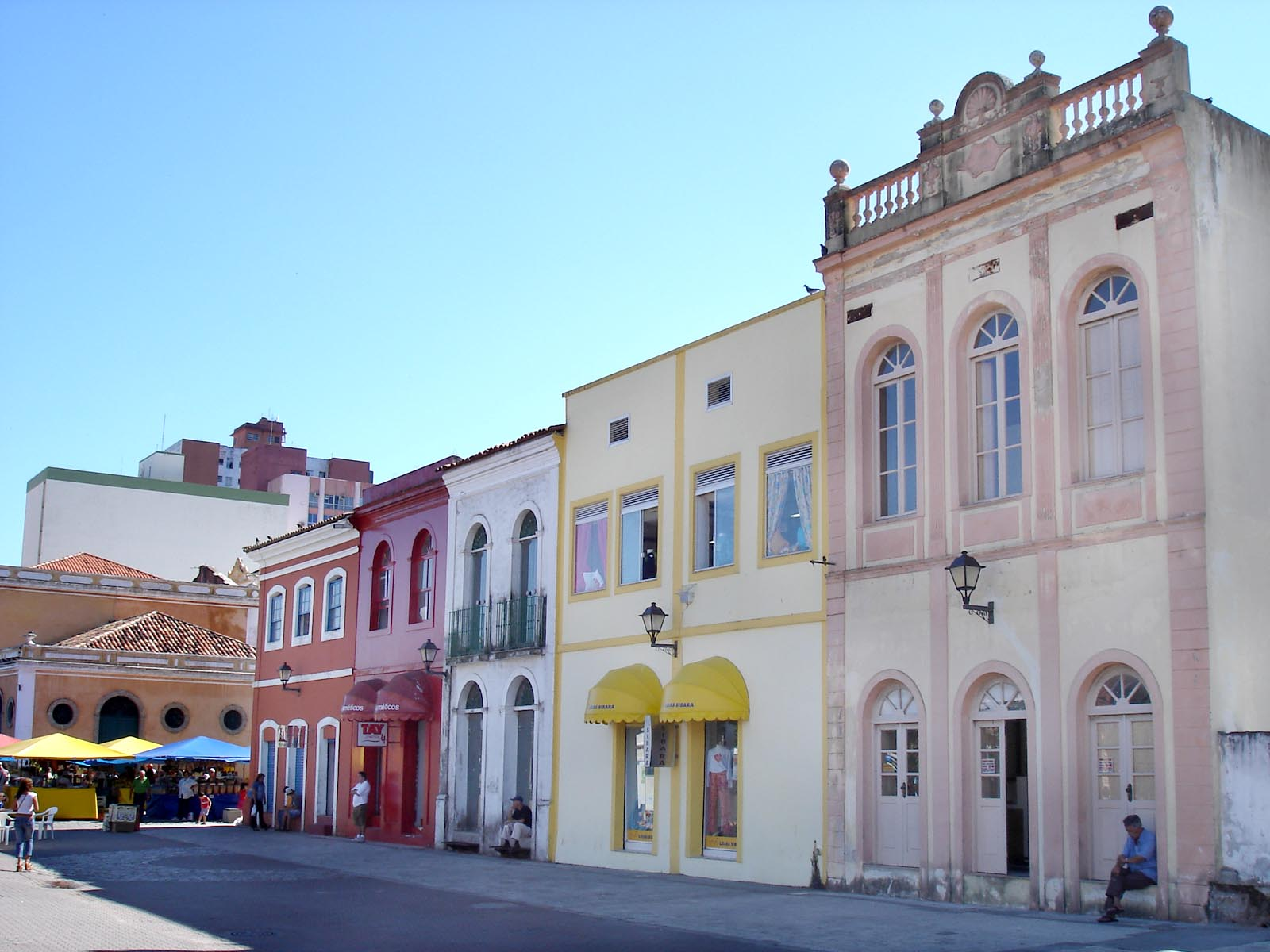
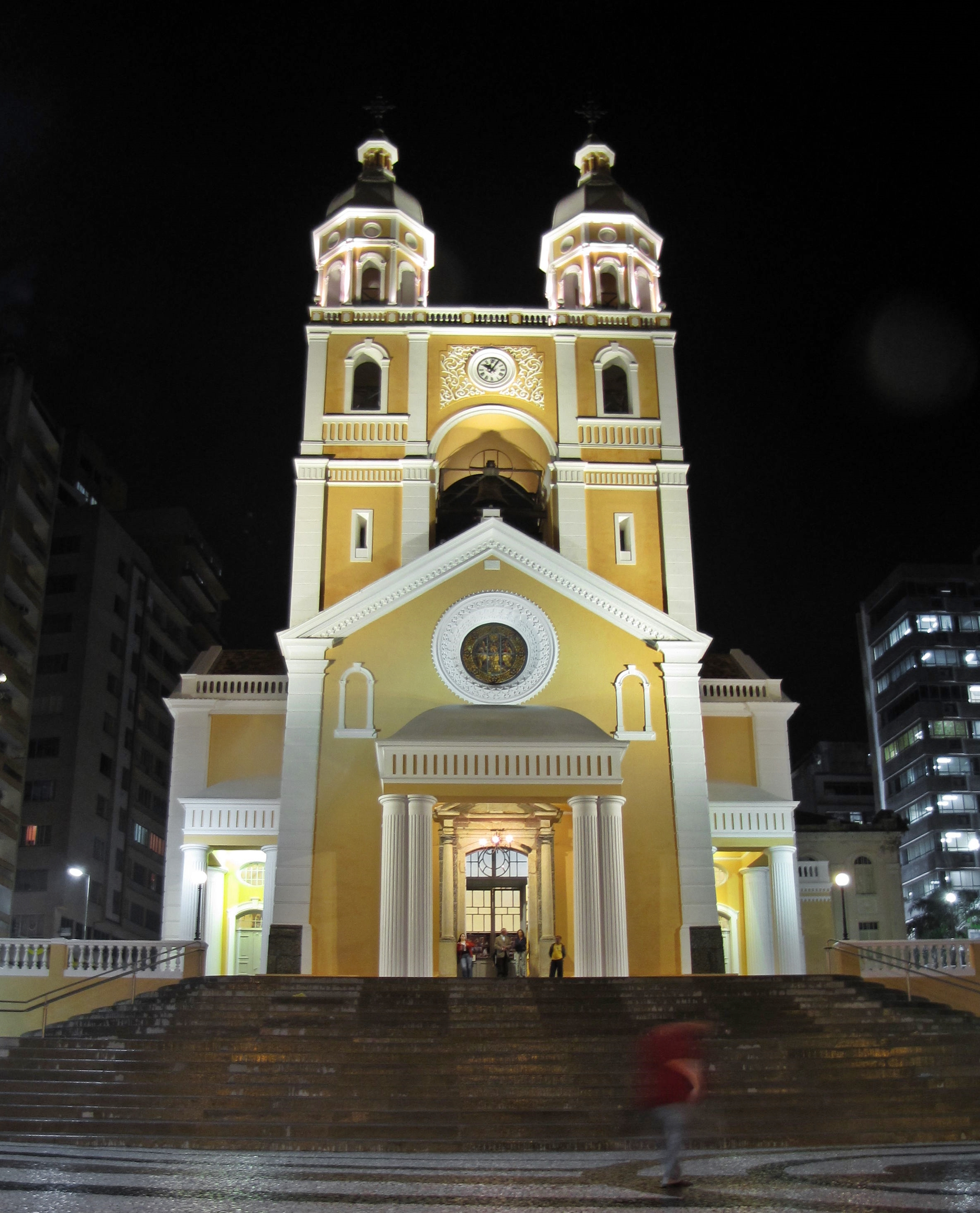
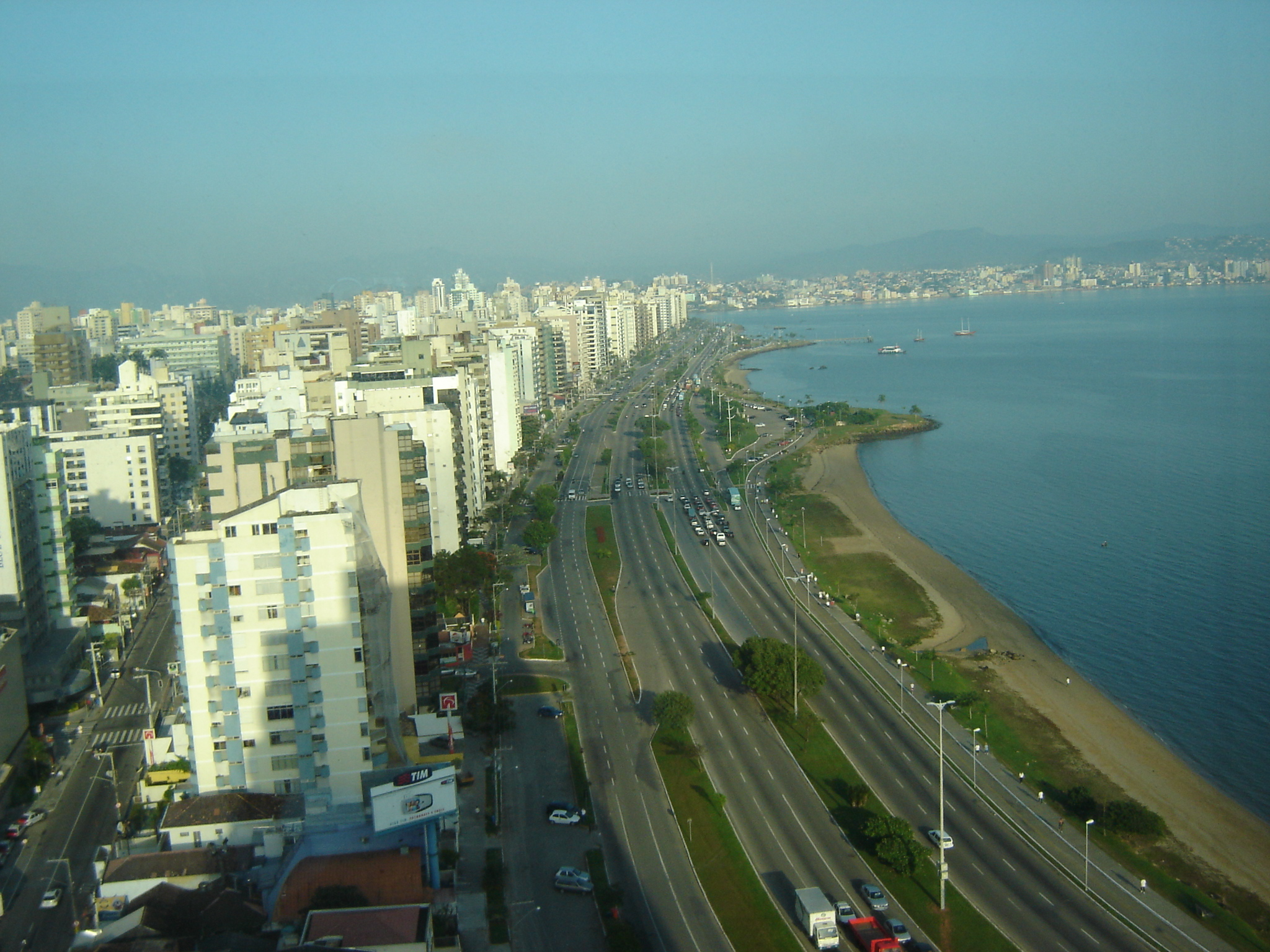
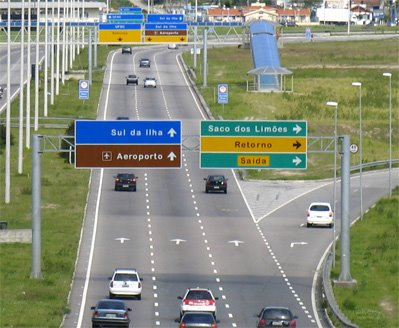
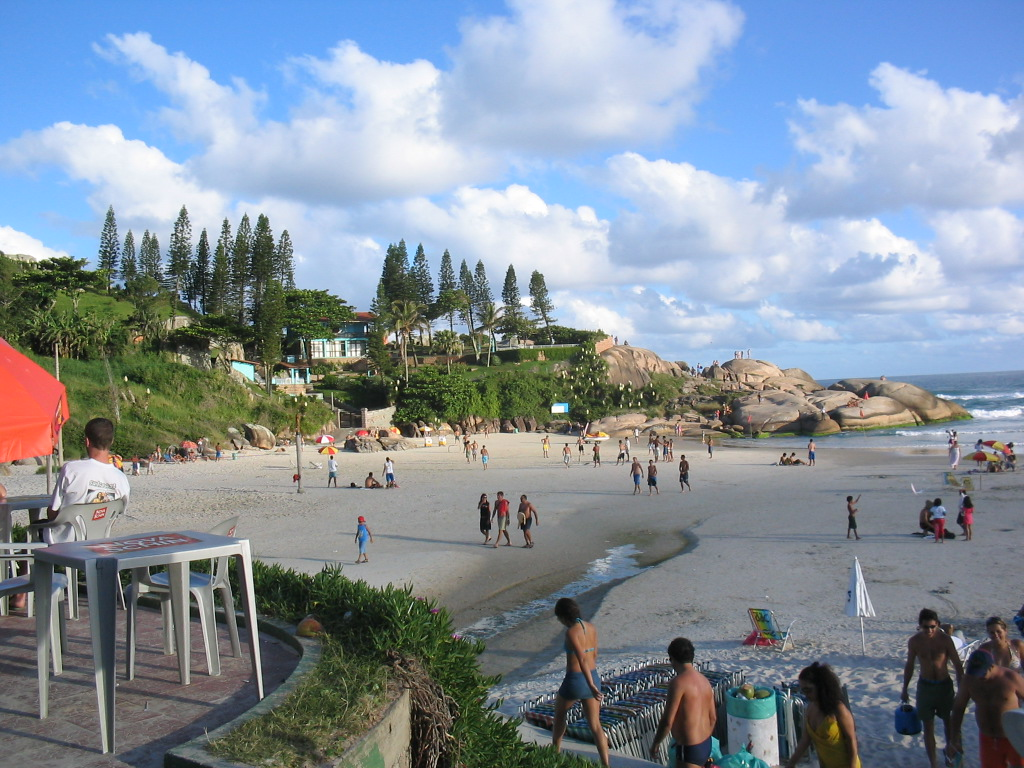
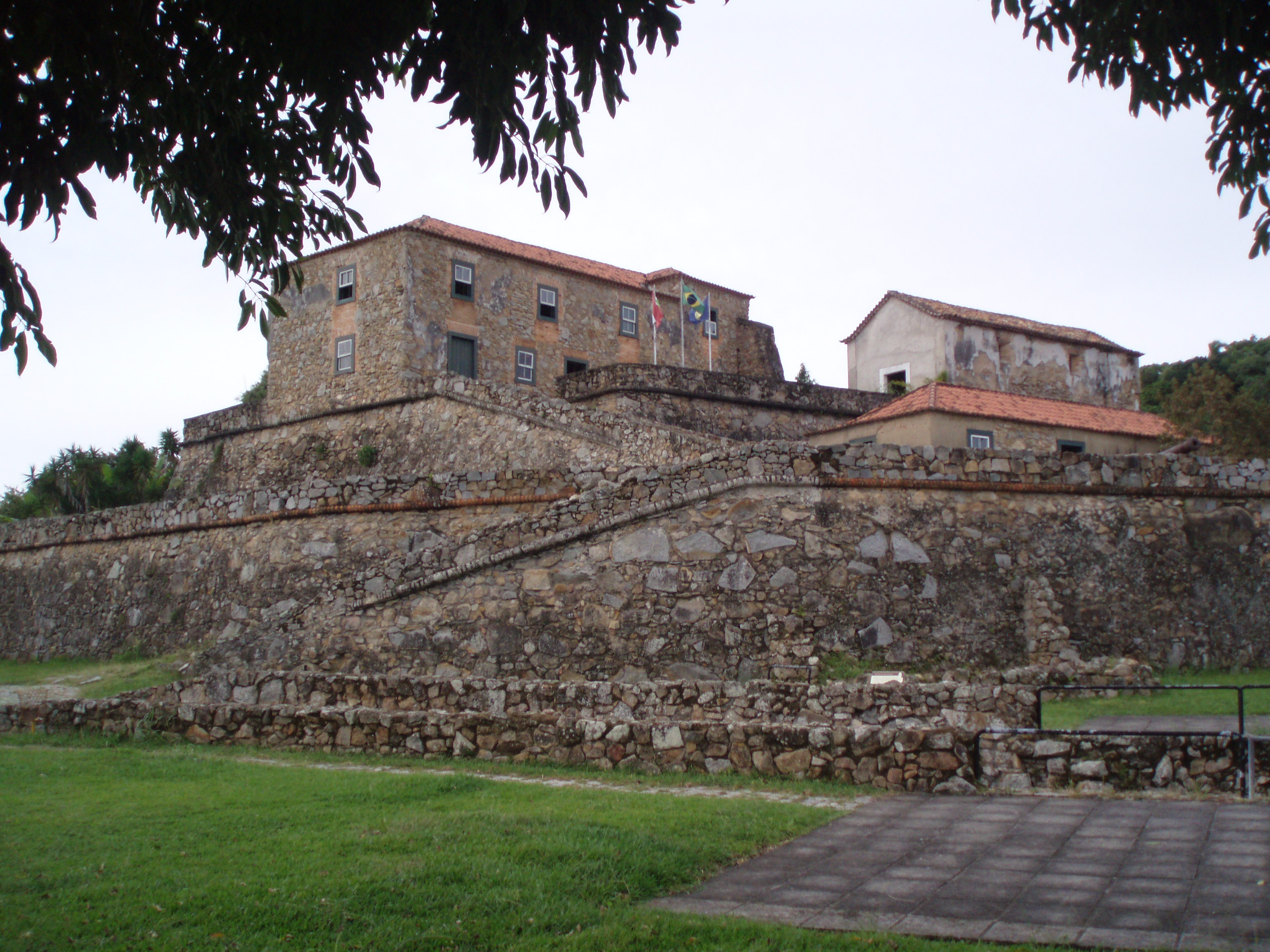
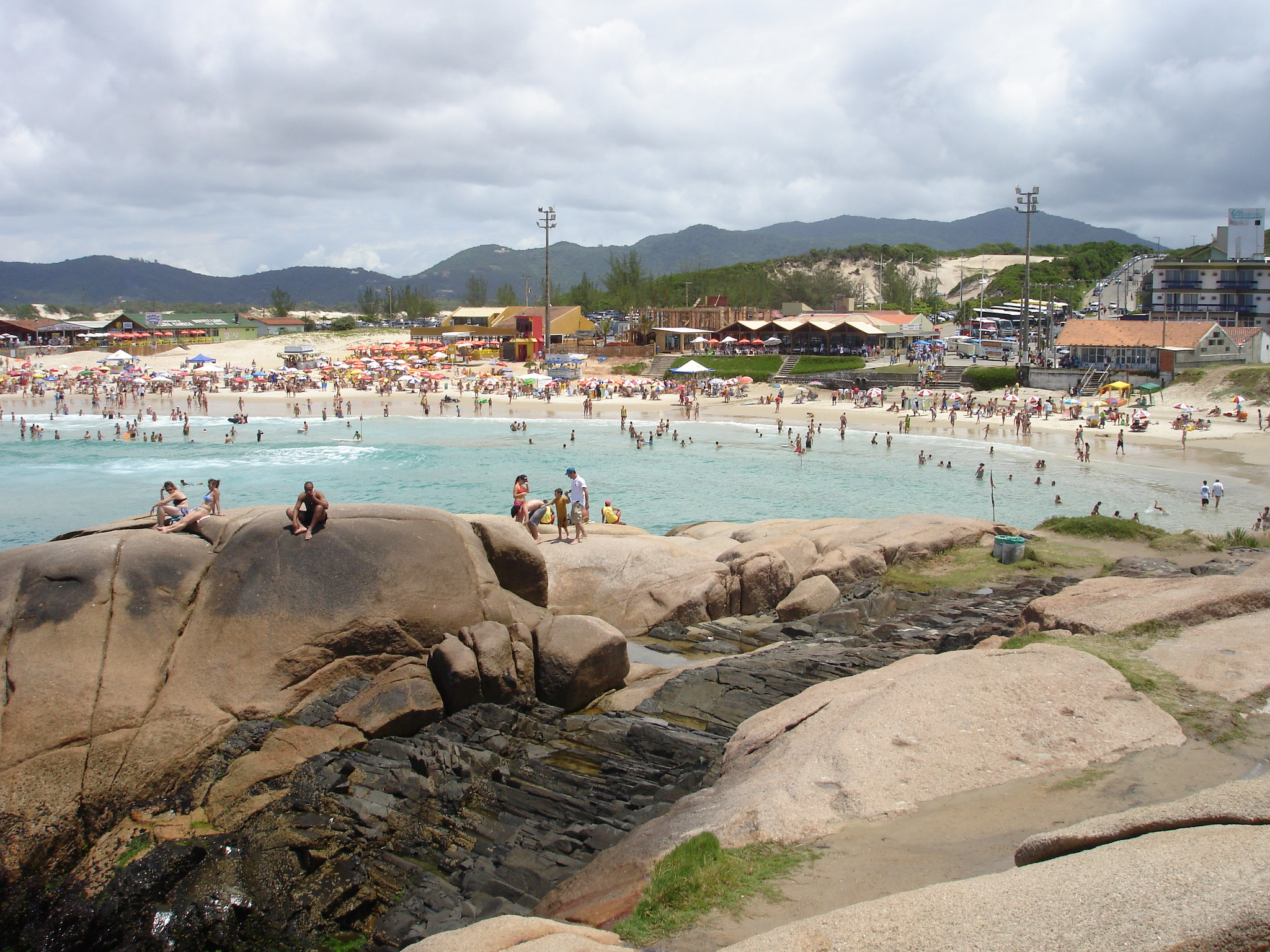
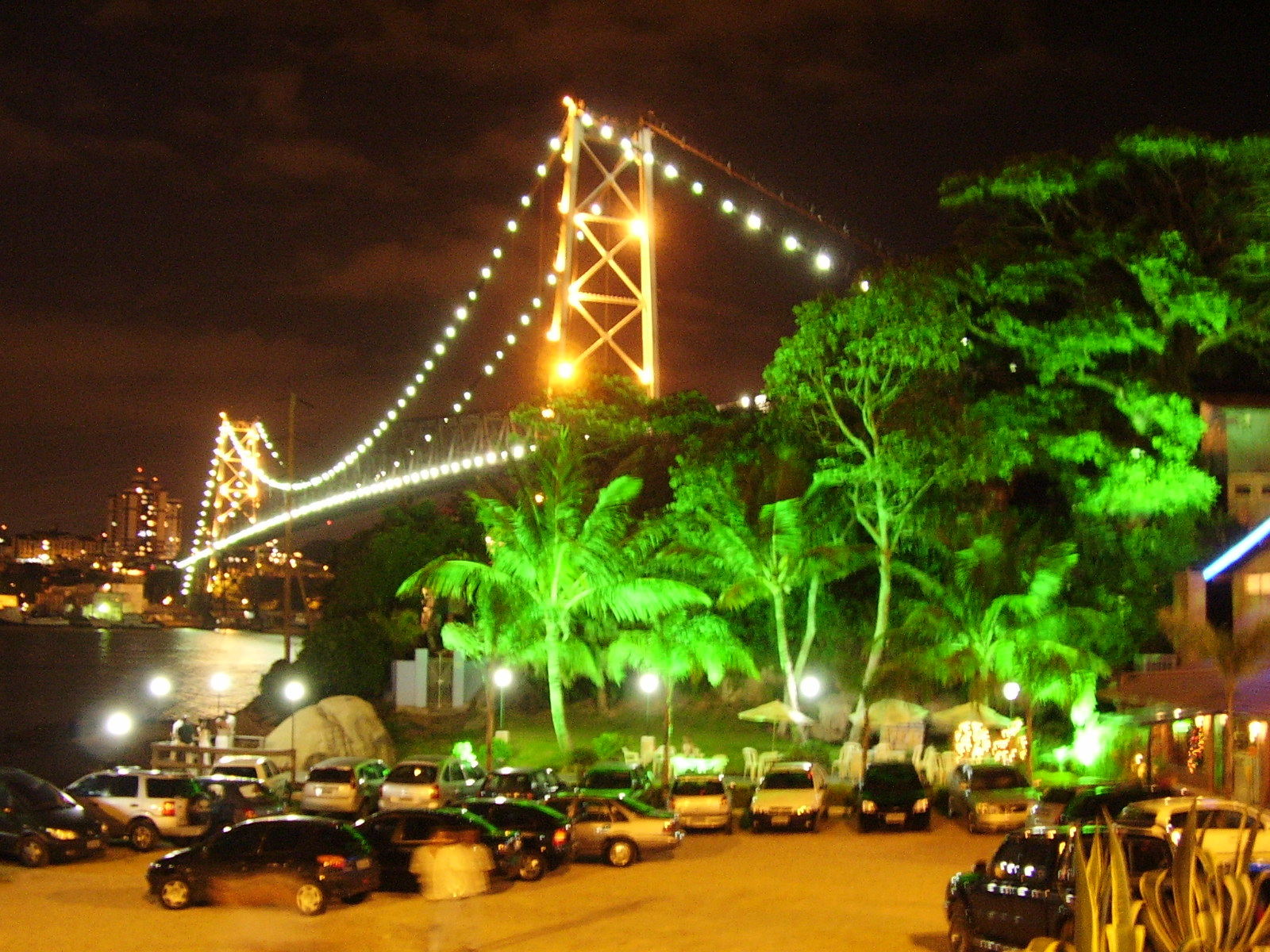
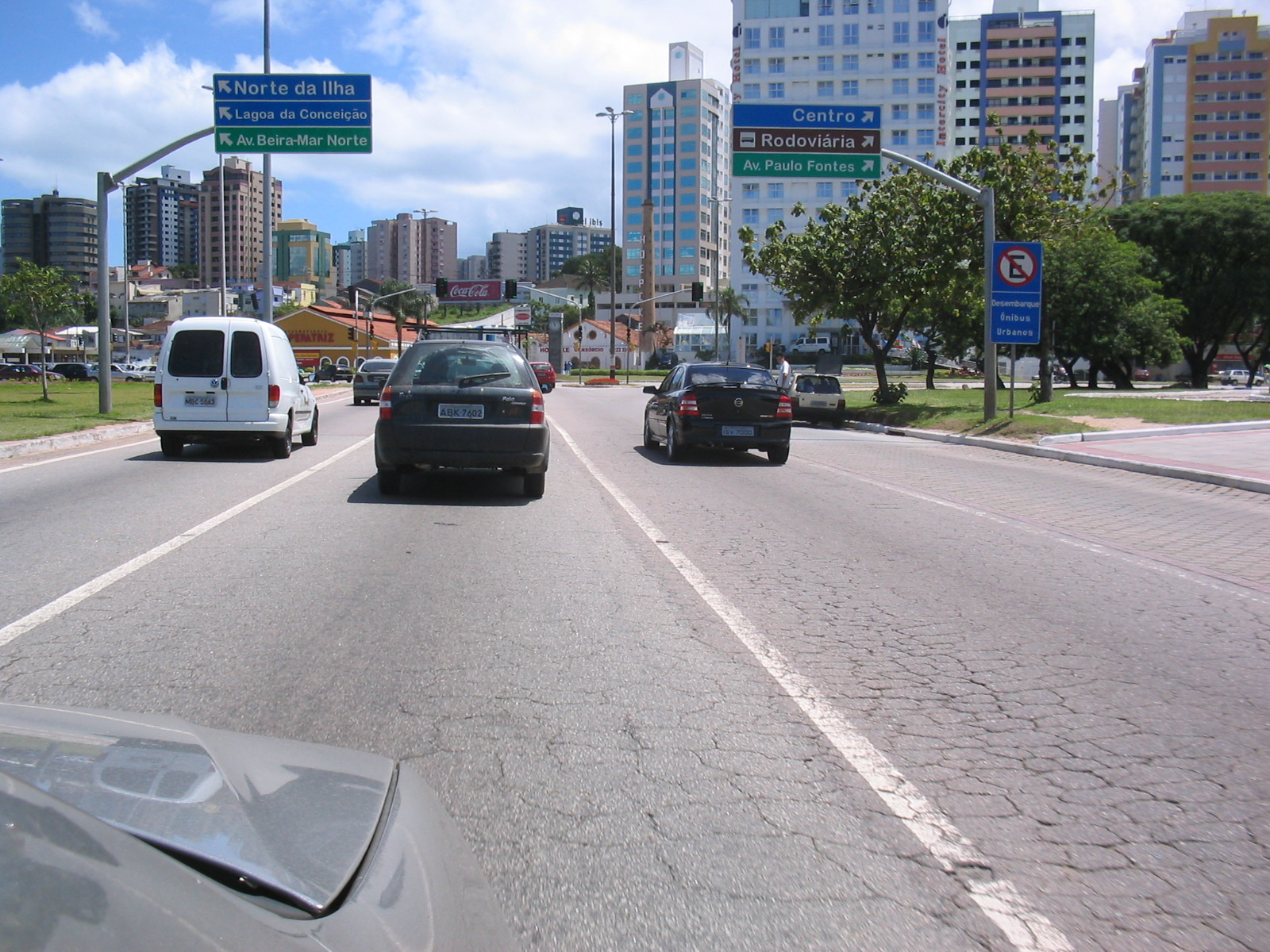
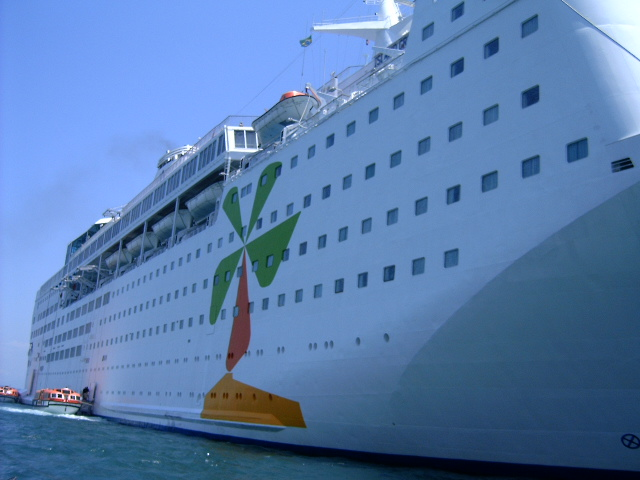
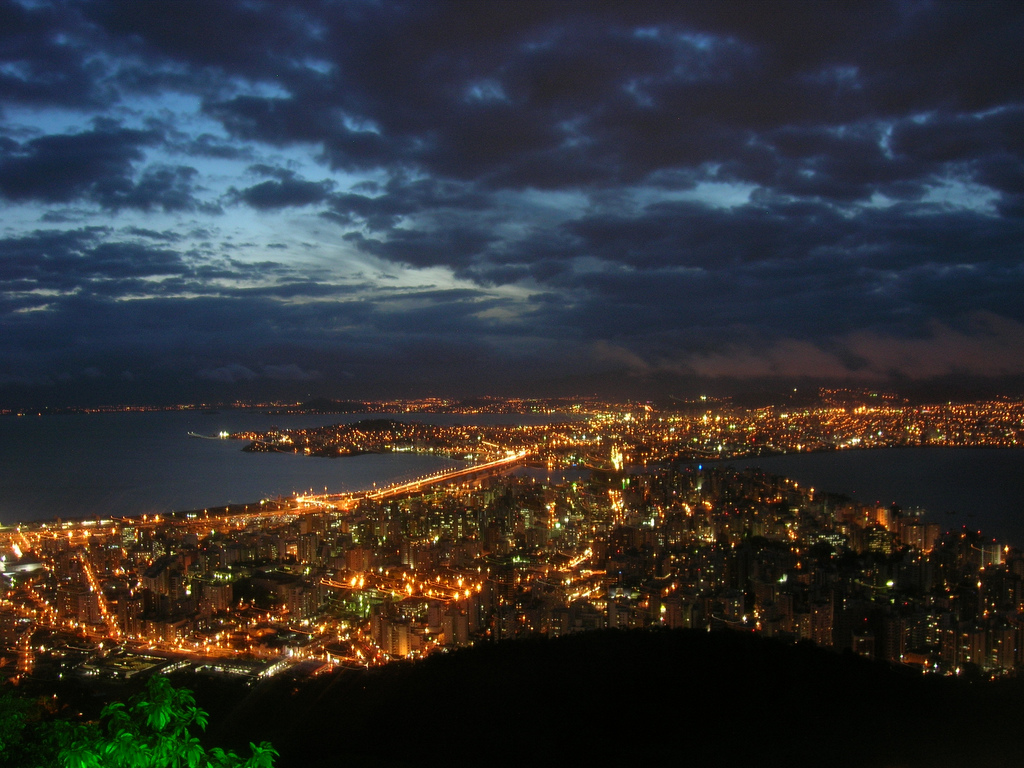

## Ciudades hermanadas
- Viña del Mar, Chile
- Fray Bentos, Uruguay
- La Habana, Cuba
- Buenos Aires, Argentina